# サン＝ルイ＝デュ＝シュドの海戦
サン＝ルイ＝デュ＝シュドの海戦（サン＝ルイ＝デュ＝シュドのかいせん、英語: Battle of Saint-Louis-du-Sud）、またはポール・ルイの海戦（ポール・ルイのかいせん、英: Battle of Port Louis）はオーストリア継承戦争中の1748年3月22日、カリブ海のフランス植民地サン＝ドマングで行われた戦闘。チャールズ・ノウルズ提督率いるイギリス艦隊はフランスの植民地総督エティエンヌ・コシャール・ド・シャステノワが指揮する大規模な要塞を攻撃、破壊した。

## 背景

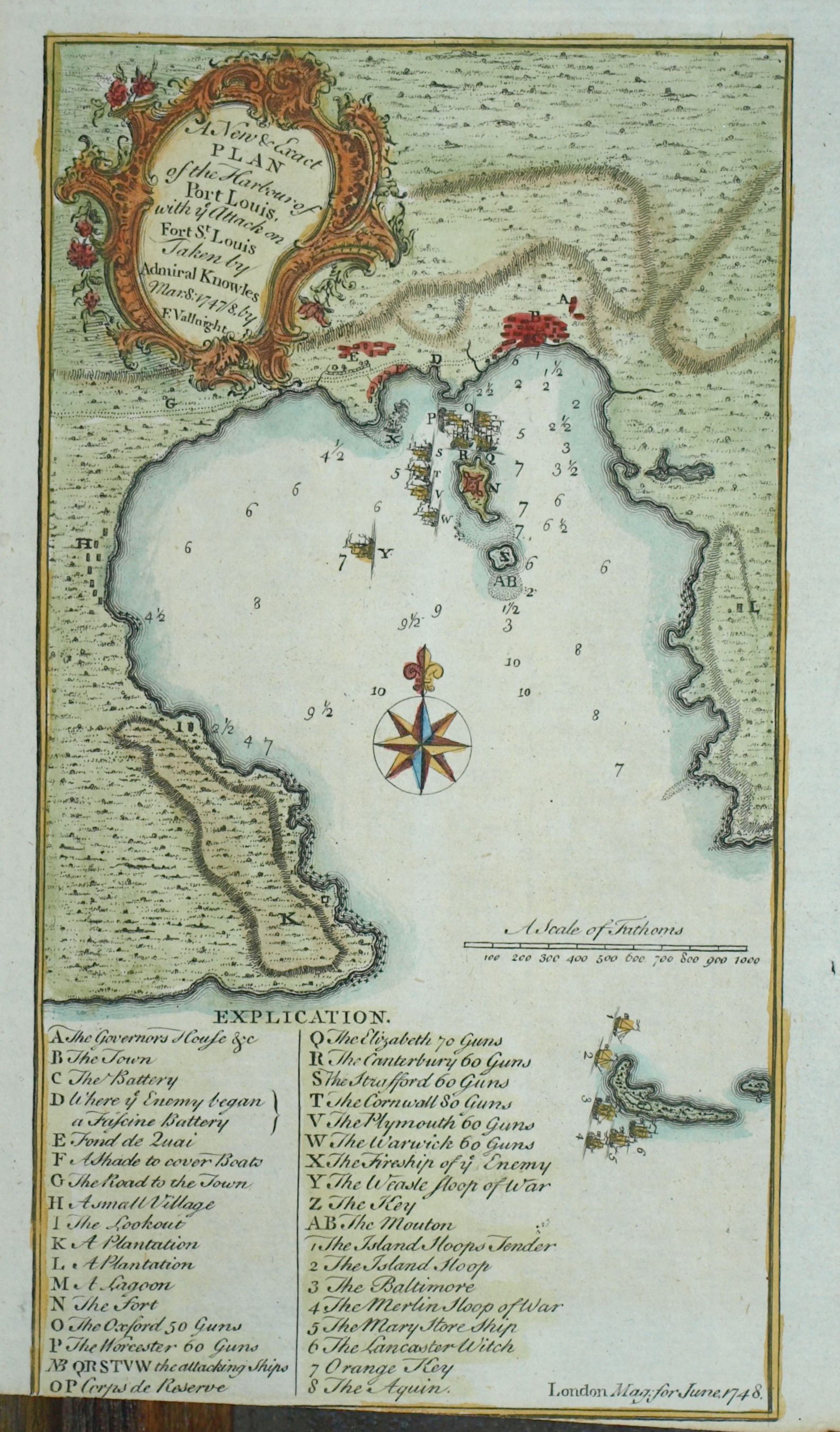
サン＝ルイ＝デュ＝シュドの地図、1748年6月。

ジェンキンスの耳の戦争が1739年に勃発した以降、イギリスはスペイン植民地を攻撃していたが、大きな成功を得られずにいた。オーストリア継承戦争はカリブ海にも飛び火し、フランスの植民地グアドループ島、マルティニーク島やサン＝ドマングはイギリス海軍に厳重に封鎖されていた。ノウルズがルイスバーグ総督としての役務を終わらせると、彼は1747年7月15日に白色少将となり、ジャマイカ・ステーションの総司令官に任命された。
ノウルズははじめ艦隊を率いてスペインのサンティアーゴ・デ・クーバを攻撃しようとしたが、逆風により代わりにフランスのサン＝ドマング植民地にあるサン＝ルイ＝デュ＝シュドを攻撃するとした。1748年3月22日の正午直前、エリザベスに乗船していたノウルズは艦隊を率いてサン＝ルイ港に入り、その守備軍の不意を突いた。サン＝ルイの停泊地を守っていたのは大砲78門を有する城であり、その駐留軍は総督のエティエンヌ・コシャール・ド・シャステノワ率いる、高さ24フィートの石造の壁の後ろにいる兵士310人と黒人砲手たちだった。

## 戦闘
フランスの砲撃は12時5分に始まったが、イギリス艦隊は城壁の下で錨を下ろすまで砲撃を始めなかった。それが終わると、ノウルズは至近距離での片舷斉射を命じた。その後3時間にわたる砲撃戦が続き、イギリス艦隊はフランスの要塞を砲撃した。守備軍が火船を派遣してきたため、エリザベスは錨を切って逃げることを余儀なくされた。
しかし残りの戦艦は砲撃を継続、その圧力が大きかったため要塞が崩れはじめ、フランス軍の砲火もまばらになった。イギリス艦隊の砲撃が一向にやまず、要塞が崩壊しはじめたことを見ると、シャステノワはやむを得ず15時に士官を派遣して降伏の条件を提案した。ノウルズは対案を出し、シャステノワは半時間後に承諾した。降伏の条件はイギリス軍が妨害を受けずに要塞を占領する、というものだった。

### その後
駐留軍の損害が160人だったのに対し、イギリス艦隊の損害は戦死19人と負傷50人だった。フランス駐留軍は降伏したが、すぐに釈放され、イギリス軍と1年と1日間戦わないことを条件に火器を保持して近隣の集落へ向かうことを許された。
要塞を占領したイギリス艦隊は1週間をかけて要塞を解体した。それが終わると、ノウルズは満足して3月30日に出港、サンティアーゴ・デ・クーバを攻撃しようとした。しかし、このサンティアーゴ・デ・クーバの海戦ではイギリス艦隊がスペインに撃退された。

## 戦列
ションベルクによると、戦闘に参加したイギリス船はコーンウォール、エリザベス、プリマス、カンタベリー、ストラフォード、ウォリック、ウスター、オックスフォード、マーリン、ウィーズルだった。